# Рід Амаґо

Емблема мон роду Амаґо.

Рід Амаґо (яп. 尼子氏, амаґо сі) — самурайський рід у Японії періоду середньовіччя. Походить від бічної гілки роду Кьоґоку. Нащадок старовинного роду Мінамото. Ім'я роду походить від селища Амаґо (суч. префектура Сіґа), де первісно знаходився маєток роду.  Інколи зустрічається написання рід Амако.

## Короткі відомості
Амаґо були заступниками губернатора провінції, роду Кьоґоку, у провіцнії Ідзумо (суч. префектура Сімане). Після Смути рокі Онін (1467—1477), яка спиричинила розпад сьоґунат Муроматі і стала масштабних міжусобиць в Японії, Амаґо захопили Ідзумо  і почали розширяти свої землі у регіоні Сан'ін, північній частині регіону Тюґоку. Центром їх володінь став замок Ґассан-Тода. Найбільшого розківту Амаґо зазнав за головування Амаґо Цунехіси. Основним опонентом роду був рід Оуті, а згодом Морі. 
У 1566 році у результаті здачі замку Ґассан-Тода військам Морі, рід Амаґо втратив свої володіння. Після цього мали місце спроби колишніх васалів роду на чолі з Яманаокою Юкіморі відновити цей рід у землях Ідзумо. Їм допомагали головні опоненти Морі —  роди Отомо і Ода. Але ці спроби зазнали поразки. У 1578 році загинув останній голова Амаґо, Амаґо Кацухіса, а Яманака Юкіморі був старачений Морі.
Попри те що, головна гілка Амаґо була винищена, представники бічних ліній роду стали васалами Морі. Вони проіснували до середини 20 століття.

## Голови роду
1. Амаґо Такахіса 尼子高久
2. Амаґо Мотіхіса 尼子持久
3. Амаґо Кійосада 尼子清定
4. Амаґо Цунехіса 尼子経久
5. Амаґо Масахіса 尼子政久
6. Амаґо Харухіса 尼子晴久
7. Амаґо Йосіхіса 尼子義久
8. Амаґо Мототомо 尼子元知
9. Амаґо Кацухіса 尼子勝久